# Берраба, Амель
Амелл Берраба (англ. Amelle Berrabah), более известная под сценическим именем Амелл (англ. Amelle), — английская поп-певица, бывшая участница женской группы Sugababes. В 2009 году Берраба записала вместе с рэпером Тинчи Страйдером песню «Never Leave You», которая достигла первой строчки британского хит-парада.

## Биография

### Ранние годы
Берраба имеет марокканское происхождение, но родилась в английском городе Олдершот. У неё есть четыре сестры и брат. Семья Берраба владела закусочной, где подавали кебабы. В 2002 году отец Амелл скончался от рака. Берраба училась в Академии современной музыке в Гилдфорде, там она познакомилась с менеджерами и вместе с сестрой Самией основала группу Boo2. Амелл выиграла конкурс талантов Top of the Pops в 2003 году и получила шанс стать ведущей исполнительницей в новой группе.

### Sugababes
После ухода Матиа Буэны из женской поп-группы Sugababes в 2005 году Берраба была приглашена ей на замену. Первый сингл группы с участием Амелл, «Red Dress», достиг четвёртого места в британском хит-параде. В марте 2006 года состоялось переиздание альбома Taller in More Ways, которым был перезаписан уже с вокалом Амелл, но лишь в половине композиций. 28 апреля 2007 года Берраба была арестована по обвинению в нападении на девушку в клубе, однако обвинения ей не были предъявлены.
Первый сингл из нового альбома Sugababes, «About You Now», четыре недели возглавлял британский хит-парад. В октябре вышел и сам альбом Change, также занявший первую строчку хит-парада. Амелл участвовала в написании пяти песен из этого альбома. 10 января 2008 года Берраба вновь была арестована, на этот раз по подозрению в порче чужого имущества. Обвинения вскоре были сняты. В конце 2008 года Sugababes, несмотря на ранее прозвучавшие заявления о распаде группы, выпустили новый альбом Catfights and Spotlights, который стал на тот момент самым коммерчески провальным в истории коллектива. Однако уже в начале 2009 года группа приступила к работе над новым альбомом. В этот период в Sugababes произошёл новый конфликт. Берраба пропустила несколько мероприятий по продвижению альбома, ходили слухи, что она покидает группу. Но в итоге менеджеры решили отказаться от Киши Бьюкенен, которая поссорилась с остальными участницами. После этих событий Берраба три недели провела в европейской клинике, где лечилась после «сильного нервного истощения». В том же 2009 году Амелл записала вместе с рэпером Тинчи Страйдером песню «Never Leave You», которая достигла первой строчки британского хит-парада. В начале 2010 года вышел альбом Sweet 7, которому удалось достичь лишь 14-й строчки в британском хит-параде.
Для работы над новым альбомом Sugababes сменили лейбл. В августе 2011 года вышел первый сингл из будущего альбома, он не получил ротацию на радиостанциях и распространялся бесплатно. Не сумев привлечь интерес к будущему альбому, участницы группы решили взять перерыв в совместной творческой деятельности и заняться сольными карьерами.